# Román pro ženy
Román pro ženy je román českého spisovatele Michala Viewegha z roku 2001, který sleduje milostné peripetie dvaadvacetileté redaktorky Laury. Hlavní představitelka a současně vypravěčka shrnuje poslední tři roky svého života, které nejsilněji ovlivnil její vztah s o generaci starším Oliverem. Počáteční okouzlení Laury Oliverem postupně vyprchá a dvojice se po roce vztahu rozchází, aby se na úplném závěru dala opět šťastně dohromady. V roce 2004 podle románu vznikl stejnojmenný film v režii Filipa Renče. Knihu poprvé vydalo Nakladatelství Petrov a jen za první rok se prodalo necelých 50 000 výtisků. Do roku 2008 měl román náklad 92 000 výtisků.

## Děj
Laura žije sama s matkou Janou na bohnickém sídlišti v Praze a pracuje jako redaktorka v časopise „Vyrovnaná žena“. Zatímco Jana je kosmopolitní a elegantní dáma mající zálibu v cestování a živící se jako překladatelka na volné noze, Lauřin otec je již osmým rokem po smrti. Na rozdíl od své matky, plynně hovoříci anglicky i německy, činí Lauře komunikace v cizích jazycích potíže. Proto také se svou první láskou, Američanem Jeffem, učitelem angličtiny v jedné pražské jazykovce, hovoří povětšinou pouze česky. Dvojice se na nějakou dobu přestěhuje do New Yorku, kde se však Lauře stýská po domově a nakonec po návratu do Prahy Jeffovi zahne s tuctovým mladým prodavačem mobilních telefonů Richardem, který si nechává říkat Rickie. To nemůže přenést přes srdce nejen Jeff, ale i Lauřina matka, jež si Jeffa mezitím oblíbila a jež po dvou vlastních nevydařených vztazích na české muže zanevřela. V protikladu ke kultivovaným cizincům, se kterými Jana navazuje nyní vztahy, stojí obtloustlý soused Žemla, jenž k nelibosti své manželky Janu z povzdálí se zalíbením pozoruje.
Děj dostává spád ve chvíli, kdy jede Laura s Rickiem na dovolenou k moři. Její pozornost již od počátku zaujme samotářský muž středního věku, se kterým se začne za Rickiho zády scházet a který se jí představí jako Oliver. Je znát, že má čerstvý čtyřicátník Oliver již mnohé za sebou a jeho představy o životě jsou střízlivé a bez příkras. Pracuje v reklamní agentuře, kde se živí jako kreativec a má díky tomu přístup do vysokých pater českého showbyznysu. Po návratu do Prahy si oba začínají volat a celkem záhy Lauřina nevěra vyjde najevo, čímž končí její vztah s šokovaným Rickiem, který jim už několik let tajně šetří na byt. Lauřin milostný vztah s Oliverem je takřka idylický. K prvnímu setkání Olivera s Lauřinou matkou Janou dojde neočekávaně, když Oliver u Laury přespí a Jana se vrací dřív z dovolené. Ještě ve dveřích přistihne Jana Olivera, jak nahý vychází z koupelny jejího bytu. Situace je o to trapnější, že kromě přistižení milence své dcery, jenž by svým věkem mohl být klidně jejím tátou, se současně ukáže, že Oliver je tentýž muž, s nímž měla Jana první vážný vztah a kterému při rozhovorech s dcerou neřekla nikdy jinak než Pažout. Janiny vzpomínky na Pažouta byly otřesné a stejně otřesená tak je, když ho nyní vidí jako milence své dcery. Počáteční zděšení nicméně postupně vychládá a hrany se obrušují.
Stejně však vychládá i zamilovanost Laury k Oliverovi. Začíná si všímat jeho nedostatků jakými jsou jeho nedbalé šatstvo, nadměrné pití alkoholu či páchnoucí nohy. Současně vyplouvá na povrch Oliverova nevěra s Bludičkou, jak přezdívá své expřítelkyni. Přesně rok po jejich seznámení vezme Oliver Lauru na dovolenou do téhož přímořského letoviska. Ironií osudu se jejich vztah na této dovolené blíží rozchodu a dvojice náhodou potkává Oliverova známého, šarmantně vystupujícího třicátníka a současně ředitele pražské pobočky nadnárodní firmy. Laura se do něj okamžitě zamiluje a stihne mu dát své telefonní číslo. Krátce po návratu do Prahy se oba skutečně setkávají a po večeři v prvotřídní restauraci následuje cesta do vily za Prahou, kde Laura s novým vyvoleným stráví noc. Ten jí ráno slíbí, že ji ještě tentýž den kontaktuje. Nestane se tak a Laura propadá zoufalství. Oliver celou věc prohlédne, s Laurou se rozchází a poprosí ji, aby si z jeho bytu vzala svoje věci. Laura pro ně pošle svou nejlepší kamarádku, promiskuitní Ingrid, která mezitím stačí mít románek s Oliverovým nejlepším přítelem Hubertem, namyšleným a ženatým intelektuálem.
Laura začne být naštvaná nejen na Olivera, ale i na nového milence, a svůj vztek a bol si léčí sérií náhodných známostí na jednu noc, zakončenou mdlým vztahem se studentem Robertem. Během této doby Oliver Lauře zasílá psaní, která mu přes veškerou zvědavost vždy pošle neotevřená nazpět. Oliver se nevzdá a přijde s neotřelým nápadem: své dopisy přetvoří do podoby reklamních plakátů a zaplatí si za jejich propagaci v pražském metru. Takovýchto dopisů je několik a Laura brzy pochopí, že jsou adresovány jí. Ač závěr románu postupně vyznívá tak, že Oliverovy snahy byly nakonec marné, krátký epilog nás přesvědčí o opaku: Laura se po pár měsících vrací k Oliverovi, počne s ním dítě a její matka se mezitím dává dohromady se sousedem Žemlou, stále ještě otřeseným předčasnou smrtí své manželky. 

## Styl a kontext
I přes svůj název a obsah, které odkazují na nenáročné romány určené především ženám, nelze Román pro ženy zařadit do žánru červené knihovny. Opakujícím se motivem je v příběhu nevěra. Laura si začne románek s Oliverem ještě když je ve vztahu s Rickiem, přitom sama těžce nese, když poté spatří Olivera, jak se líbá s bývalou přítelkyní. Nedlouho poté to však je opět sama Laura, která Oliverovi zahne, přitahována mladším mužem. Oliverův nejlepší přítel navíc podvádí svou manželku s Lauřinou nejlepší kamarádkou Ingrid. Dalším motivem je neustálé hledání životního partnera. Nejen Laura, ale i její matka Jana a přítelkyně Ingrid nepřestávají hledat muže, se kterými by mohly zestárnout.
Děj románu je od samého začátku prokládán milostnými dopisy adresovanými Lauře, které jí po jejich rozchodu Oliver v průběhu půl roku posílá. Když mu Laura vrací neotevřené dopisy zpět, rozhodne se pro krok, který mu je z pozice pracovníka reklamní agentury blízký. Jako důkaz své lásky nechá svoje dopisy za své útraty vyvěsit v pražském metru coby reklamu, aby zvýšil šance, že si je Laura přečte. Tato románová fikce má svůj předobraz ve skutečných událostech, kdy se v pražském metru v rámci projektu „Poezie v metru“ mezi 20. prosincem 1999 a 22. květnem 2000 postupně objevilo celkem šest anonymních milostných dopisů. Ty vzbudily značný zájem veřejnosti a zprávy o nich se dostaly i do zahraničních médií. Teprve po roce se ukázalo, že autorem dopisů je právě Viewegh, který byl za tímto účelem na podzim roku 1999 osloven ředitelem agentury Rencar, která tehdy pronajímala reklamní plochy v pražské městské hromadné dopravě. Sám Viewegh si po sepsání dopisů uvědomil, že výborně zapadají do děje jeho připravované knihy, a ty se tak staly součástí Románu pro ženy, který byl vydán v květnu roku 2001.
Každá kapitola je uvozena krátkým seznamem klíčových slov shrnujících obsah dané kapitoly. Dle Veroniky Petrášové „tato forma připomíná televizní upoutávky na následující díl seriálu (pro dámy spíše telenovely), které nám vždy nabízejí nahlédnutí do nejzajímavějších částí budoucího děje.“ V textu se často objevují zvýrazněná slova či slovní spojení, viz ukázky níže. Protagonistka Laura ve svém vyprávění pak občas své čtenářky oslovuje „milé sestry“ či „milé dámy“. Název časopisu „Vyrovnaná žena“, v jehož redakci Laura pracuje, vyznívá vzhledem k pohnutým osudům členek redakce spíše ironicky.

## Ukázky
- Text románu je prokládán dopisy, které Oliver po rozchodu píše Lauře, tou dobou již zadané. V těchto dopisech i jinde v textu jsou některá slova silně zvýrazněna:

Praha 21. března 2000
Drahá Lauro,
dopis, který jste mi s Tvým přítelem poslali, jak se říká v pořádku došel.
Když jsem ho otevřel a pochopil, že je od Tebe, zaplavily mě dost smíšené pocity. Na jedné straně to bylo samozřejmě skvělé. Byl to konečně přesvědčivý důkaz, že jsi „dopisy z metra“ četla (po tom mediálním cirkusu, který se kolem nich spustil, jsem v to sice věřil, ale potřeboval jsem mít jistotu). Současně se ale dostavily pocity nepříjemné. Jednak jsem už tušil, jaké nehoráznosti se uvnitř dočtu, ale nesnesitelná byla především představa, že jsi obsah dopisu konzultovala s NÍM, že jste se společně radili, co mi napsat, abych se svou „veřejnou kampaní“ přestal. Představa, jak se Ty a ON někde v luxusní restauraci bavíte o mně…
[...]
Já o Tebe, Lauro, zkrátka bojuju. Bojuju, jak nejlíp umím – a to přece nemůže být nedůstojné. Není důležité, jestli to někomu připadá trapné nebo třeba exhibicionistické – to jsou jenom slova, navíc od těch, kteří možná nic podobného na vlastní kůži nezažili.
Miluju Tě, Lauro. Vrať se.
Oliver
Román pro ženy, str. 137

- Hlavní představitelka a současně vypravěčka oslovuje občas svoje čtenářky obraty jako milé sestry či milé dámy, viz následující ukázku:

Je mi dvaadvacet, mám za sebou tři roky poměrně intenzivního milostného života – a moje jediná žijící babička, které už bohužel poněkud haraší, se mě dodnes při každé návštěvě zeptá, jestli prý už mám chlapce. [...]
„Tak co, Lauro,“ zeptala se mě i onoho srpnového pátečního odpoledne, když jsem se u ní zastavila, abych jí předala dárek z dovolené v Chorvatsku, „jestlipak už máš nějakého chlapce?“
A víte, milé dámy, co jsem jí odpověděla?
Nevím, co mě to popadlo, ale prostě jsem jí najednou nechtěla lhát.
Tak jsem na ni udělala takové ty upřímné oči à la Barunka Panklová a pravila jsem:
„Mám, babičko. Dokonce hned dva.“
Román pro ženy, str. 16
- Jedním z nejpřekvapivějších momentů je první setkání Lauřiny matky Jany a Olivera. Jana se vrací předčasně z letiště a po příchodu domů narazí na nahého Olivera, který u nich strávil noc s Laurou. K překvapení všech zúčastněných se ukazuje, že Oliver se s Janou už dávno zná:

V zámku zarachotí klíč a prosklenými dveřmi dopadne do pokoje lichoběžník světla z předsíně. Oblékám si tričko a rychle se hrabu z postele. Slyším, jak máma postaví kufr na zem a jak vzdychne – už si všimla pánských bot. Oliver stále kloktá.
„Rickie?“ říká máma.
Zní to podrážděně. Slyším, jak se dveře koupelny otvírají. Potom je ticho.
Oliver a máma stojí proti sobě v předsíni a mlčky na sebe hledí. Mě si vůbec nevšímají. Máma má na sobě tmavomodrý kostým – ten, ve kterém ji občas považují za letušku. Oliver je úplně nahý; klín si zakrývá ručníkem.
„Jana?!“ pronese udiveně, nechápavě.
„Co tady proboha děláš?“ promluví konečně máma.
V příštím okamžiku mi to dojde.
Oliver je Pažout.
Román pro ženy, str. 83